# Europese weg 311
De Europese weg 311 of E311 is een Europese weg die alleen door Nederland loopt.
Over het gehele traject volgt de E311 de A27. Hij komt langs de volgende steden:
- Utrecht
- Vianen
- Gorinchem
- Oosterhout
- Breda